# 捕蝗考
《捕蝗考》，是清代陳芳生所著的一本農業著作。整本著作記載了由蝗禍發生的時間、地點和因由到當時的人應如何滅蝗。

## 內容
陳芳生於1776年著有《捕蝗考》。書中分為「備蝗事宜」和「前代捕蝗法」兩部份。一方面歸納十條預防蝗蟲的事項。此外，又記述前人捕殺蝗蟲的方法（北宋至明朝）。另一方面，提出蝗蟲成災的原因。陳氏在書中表示當在上者修德自持，自然生態的戾氣便無處產生。而朝廷都不再需要實施治蝗之策。大致上，治蝗的方法圍繞高溫焚燒及驅趕兩個類別：
- 將紅色或白色的衣裙掛在長竿上，再向整齊排列的蝗蟲大力揮動以趕走牠們
- 因蝗蟲害怕金聲砲聲，所以可將鐵砂或稻米放入鳥銃中以嚇走牠們
- 把稈草灰、石灰分細抹篩在禾稻之上
- 用舊皮鞋、草鞋等拍死蝗蟲
- 用筲箕、栲栳鎖定蝗蟲在稻草上的位置，再把牠們放入布袋內煮熟或燒燬。但不能將蝗蟲活生生的坑埋，因為牠們會從土穴中爬出來
- 在蝗蟲集中的地方（多為見光處）掘一個廣闊的長坑，再在坑的兩傍用板及門扇八字擺列。然後農民一齊將門板推入坑中，並用掃帚把從坑中飛出來的蝗蟲掃回土坑。最後把乾草覆蓋在土坑，以火燒燬蝗蟲。為確保牠們無生命跡象，捕蝗的人要用土坑埋燃燒了的蝗蟲。
- 挖一個長闊皆為五尺的土坑，將乾的茅草鋪在坑中。再把放在袋中的蝗蟲倒入坑內，用火燒毀。當蝗蟲接觸火氣，就不會跳動 (《詩經‧小雅‧大田》：「秉畀炎火」之意)[2]

陳芳生認為農民可以用蝗蟲粉代替或混入魚粉中餵飼禽畜。

## 外部連結
- 人蟲大戰：傳統生物學與殺蝗術